# Historia gentis Langobardorum
A Historia gentis Langobardorum ("História do povo lombardo", em latim), de autoria de Paulo, o Diácono, escrita no fim do século VIII, é a principal obra historiográfica sobre a origem deste povo. Esta história incompleta, em seis tomos, foi escrita depois de 787, e no máximo em 796, possivelmente na Abadia do Monte Cassino, e narra a história dos lombardos desde 568 até a morte do rei Liuprando, em 747. Contém muitas informações sobre o Império Bizantino, os francos e outros povos e nações do período. A obra é narrada do ponto de vista de um patriota lombardo, e tem um valor especial para ilustrar as relações entre os francos e os lombardos. Paulo utilizou como fonte o documento chamado de Origo Gentis Langobardorum, o Liber Pontificalis, a história perdida de Segundo de Trento, e os anais perdidos de Benevento; também fez uso livre das obras de Beda, Gregório de Tours e Isidoro de Sevilha.

## Edições

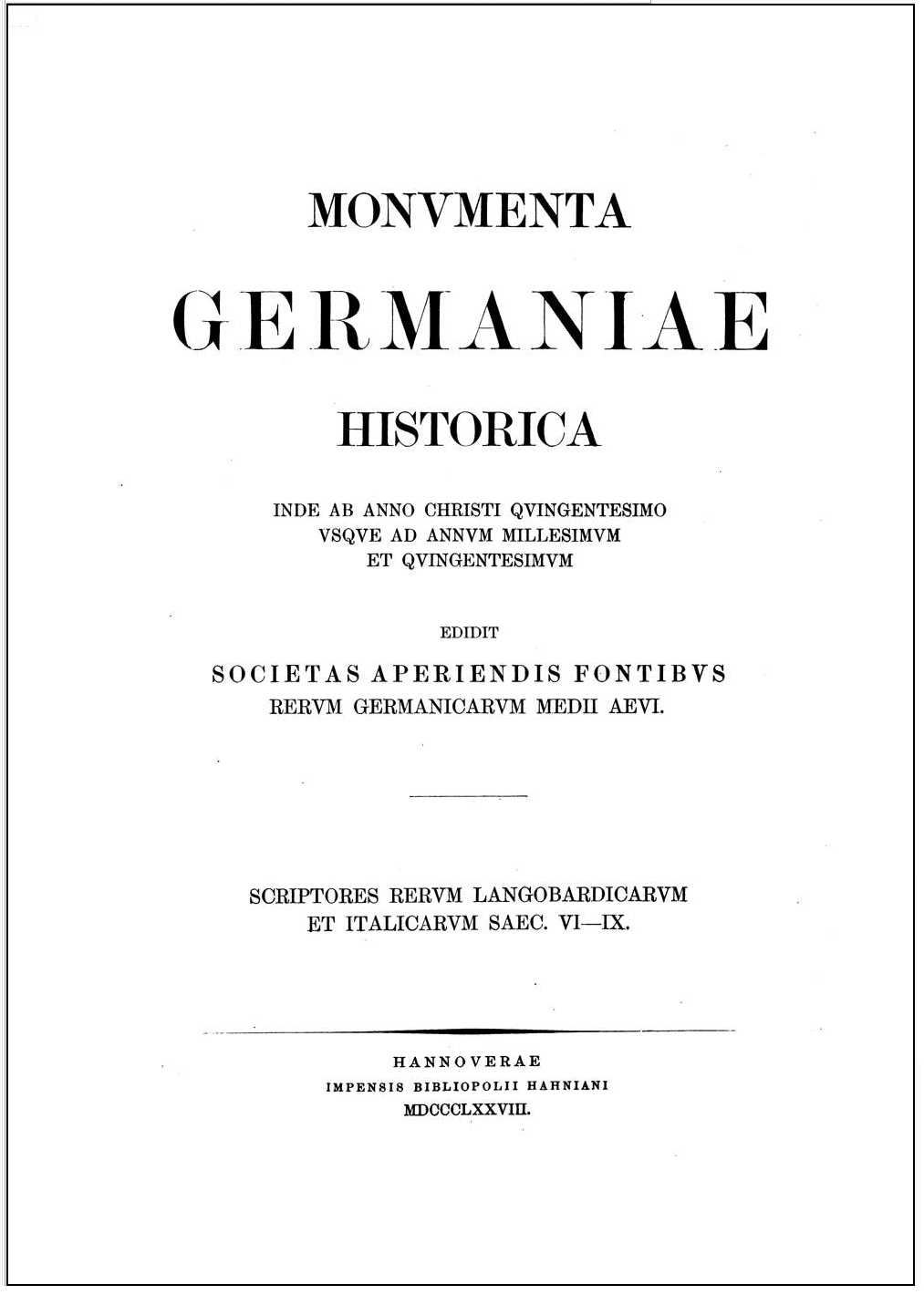
Monumenta Germaniae Historica

Existem cerca de cem manuscritos da Historia em existência; a obra foi muito utilizada por escritores posteriores, e foi continuada por diversas vezes. Foi impressa pela primeira vez em Paris, em 1514. Entre as edições em latim a melhor é a editada por Ludwig Konrad Bethmann e Georg Waitz, no Monumenta Germaniae Historica. Scriptores rerum langobardicarum et Italicarum (Hanover, 1878).

## Traduções
A obra foi traduzida para o inglês, alemão, francês, espanhol, sueco e italiano. A tradução inglesa é de autoria de W.D. Foulke (Filadélfia, 1906), a alemã por O. Abel e R. Jacobi (Leipzig, 1878), a espanhola por P. Herrera (Cádiz, 2006) e a sueca por Helge Weimarck (Estocolmo, 1971).

### Em italiano

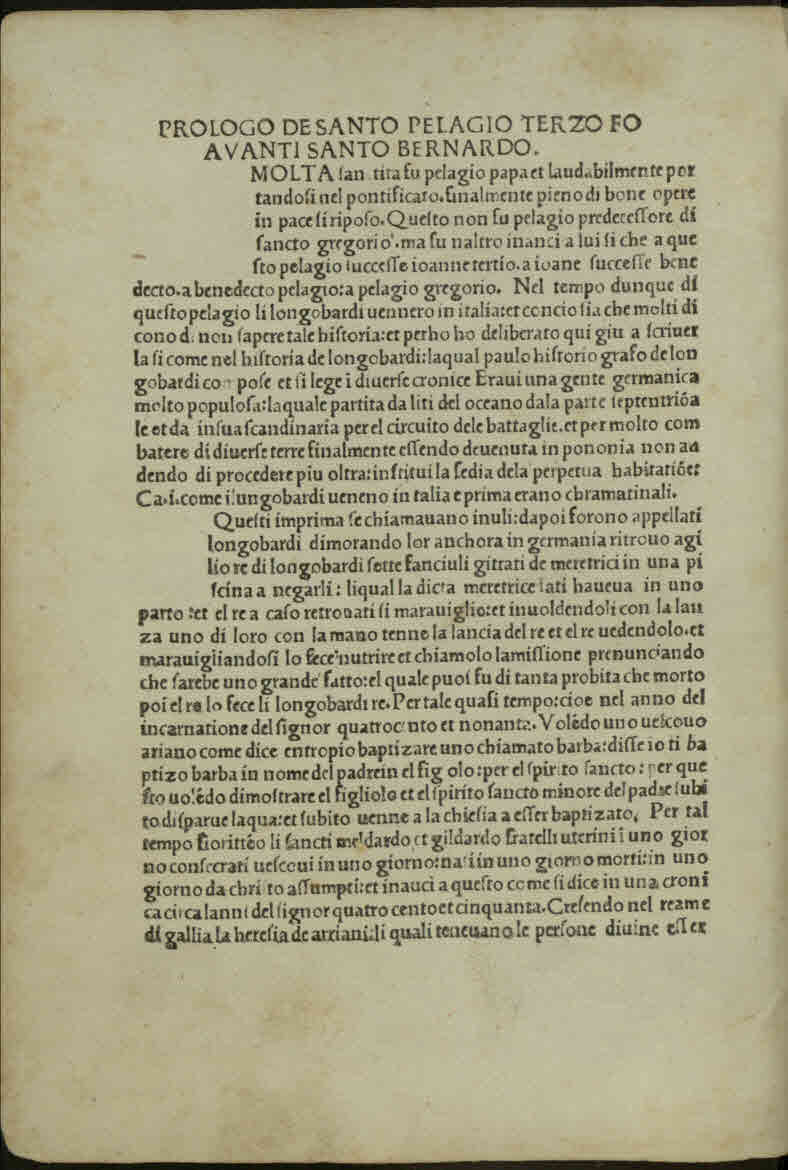
Historia Langobardorum, 1480

- L. Domenichi, Paulo Diacono della Chiesa d'Aquileia della Origine e Fatti dé Re Longobardi, Veneza (1548)[1]
- A. Viviani, Dell' origine e de' fatti de' Longobardi, 2 vols., Udine (1826‑28)
- G. S. Uberti, De' fatti de' Longobardi, Cividale (1899) reprinted in the Biblioteca Popolare Sonzogno, Milão (1915)
- M. Felisatti, Storia dei Longobardi, Milão (1967)
- F. Roncoroni, Storia dei Longobardi, Milão (1971)
- E. Bartolini, Historia Langobardorum, com texto latino, tradução de A. Giacomini, Udine (nd)
- A. Zanella, Storia dei Longobardi, Milão (1991)
- L. Capo (ed.), Storia dei Longobardi, Milão (1992).